# Bank of Scotland
The Bank of Scotland plc (skotskou gaelštinou: Banca na h-Alba) je komerční a clearingová banka se sídlem ve Skotsku, která je součástí bankovní skupiny Lloyds Banking Group. Banka byla založena skotským parlamentem v roce 1695 za účelem rozvoje obchodu Skotska s ostatními zeměmi a jejím cílem bylo vytvořit stabilní bankovní systém ve Skotském království.
Se svou historií sahající až do konce 17. století je pátou nejstarší bankou ve Spojeném království (Bank of England byla založena o rok dříve) a je jedinou obchodní institucí zřízenou skotským parlamentem, která zůstala zachována. Byla jednou z prvních bank v Evropě, která tiskla vlastní bankovky, a nadále tiskne vlastní bankovky v librách šterlinků na základě právní úpravy, která skotským bankám umožňuje vydávat oběživo.
V červnu 2006 schválil parlament Spojeného království zákon o reorganizaci skupiny HBOS z roku 2006, který umožnil zjednodušení struktury banky. V důsledku toho se 17. září 2007 z The Governor and Company of the Bank of Scotland stala Bank of Scotland plc. Bank of Scotland je dceřinou společností bankovní skupiny Lloyds Banking Group od 19. ledna 2009, kdy společnost HBOS byla převzata skupinou Lloyds TSB.